# I. e. 187
Évszázadok: i. e. 3. század – i. e. 2. század – i. e. 1. század
Évtizedek: i. e. 230-as évek – i. e. 220-as évek – i. e. 210-es évek – i. e. 200-as évek – i. e. 190-es évek – i. e. 180-as évek – i. e. 170-es évek – i. e. 160-as évek – i. e. 150-es évek – i. e. 140-es évek – i. e. 130-as évek
Évek: i. e. 192 – i. e. 191 – i. e. 190 – i. e. 189 –  i. e. 188 – i. e. 187 – i. e. 186 – i. e. 185 – i. e. 184 – i. e. 183 – i. e. 182

## Események

### Hellenisztikus birodalmak
- III. Antiokhosz szeleukida király megemeli az adókat, hogy fizetni tudja Rómának a súlyos hadisarcot és igyekszik mindenhonnan pénzt előteremteni. Amikor ki akarja fosztani a perzsiai Elümaiszban (Elámban) Bél templomát, a felháborodott környékbeliek rátámadnak és csapatával együtt megölik. Utódja a trónon fia, IV. Szeleukosz. A Szeleukida Birodalom ekkor Szíriát, Palesztinát, Kilikiát, Mezopotámiát, Médiát és Perzsiát foglalja magába.
- Egyiptomban V. Ptolemaiosz vezírré nevezi ki feleségét, I. Kleopátrát.

### Róma
- Marcus Aemilius Lepidust és Caius Flaminiust választják consulnak.
- A Scipio fivérek visszatérnek Rómába és ellenségeik, köztük Marcus Porcius Cato, bevádolják őket, hogy elsikkasztottak 3 ezer talentumot, amit Antiokhosz fizetett ki nekik. A felháborodott Scipio Africanus a szenátusi meghallgatás során összetépi a kis-ázsiai expedíció könyvelését, visszavonul liternumi birtokára és nem hajlandó bíróság elé állni. Elítélését Tiberius Gracchus néptribunus megvétózza.
- Elkészül az Ariminumot Placentiával összekötő Via Aemilia.

## Születések
- Kleitomakhosz, karthágói-görög filozófus

## Halálozások
- III. Antiokhosz, szeleukida király

## Fordítás
- Ez a szócikk részben vagy egészben  a(z)   187 BC című angol Wikipédia-szócikk ezen változatának fordításán alapul.  Az eredeti cikk szerkesztőit annak laptörténete sorolja fel. Ez a jelzés csupán a megfogalmazás eredetét és a szerzői jogokat jelzi, nem szolgál a cikkben szereplő információk forrásmegjelöléseként.